# 디모스테니스 탐바코스
디모스테니스 탐바코스(그리스어: Δημοσθένης Ταμπάκος, 1976년 11월 12일~)는 그리스의 체조 선수로 주 종목은 링이다. 2000년 하계 올림픽 남자 링 부문 은메달과 2004년 하계 올림픽 남자 링 부문 금메달을 획득했다.